# Рудник угља Богданка
Рудник угља Богданка (пољ. Lubelski Węgiel "Bogdanka" S.A.) је рудник угља са седиштем у селу Богданка код Ленчне, у околини Лублина, 197 km југоисточно од главног града Пољске, Варшаве, у рударском басену Лублин. Подручје које покрива дозвола за експлоатацију минерала, где се врши вађење угља налази се у селу Пухачов. 
1975. године започела је прва изградња „пилот“ рудника на пољу угља. Данас је рудник познат као Рудник угља Богданка. Нето профит рудника 2009. износио је 190,84 милиона пољских злота, а производња је износила 5,6 милиона тона угља. Рудник је у 2014. години остварио нето добит од 272,35 милиона злота, док је ископао 9,2 милиона тона угља. Богданка је тренутно најпрофитабилнији рудник угља у Пољској. 

## Историја

### Истраживање минералних лежишта
Први помен о открићу угља на подручју Волиније, на дубини од 15 м, забележио је В. Чорозевски у Памиетник Физјографицзни (Физиографски дневник) 1881. године. Тридесет година касније, 1911, руски геолог, М. Тетаев, формулисао је хипотезу, засновану на општем знању геологије овог дела Европе, да се на западним падинама украјинског кристалног масива можда налазе формације из карбонског периода. Масив је истражио геолог Проф. Ј. Самсоновиц, који је 1931. године пронашао карбониферне кременчеве нодуле истражујући подручје Пелча на западу Волиније. Годину дана касније, представио је свој концепт појаве карбониферних формација, заједно са њиховом хипотетичком распрострањеношћу, у западној Волинији и јужном Полесју. У међуратном добу започело је истраживање. 
Године 1938. у Тартакову је пронађен продуктивни угљеник на дубини од 239 м, а овај датум се сада сматра почетком истраживања басена угља Волиније и Лублин. Прекинута Другим светским ратом, истрага је настављена педесетих година. 1955. године направљена је истражна бушотина у Хелму, где је пронађен угљеник на дубинама од 580 до 1.208 м. Бушење (шест бушотина) и геофизичка истраживања, која је покренуо геолошки институт (Пољски геолошки институт) довели су до тога да је Централни уред Геологије (Централни геолошки уред) 1964. године донео одлуку о започињању истраживања, бушења и истрага на челу са Горњошлеском филијалом Пољског геолошког института са седиштем у Сосновјецу. 1965. извучени су први узорци угља из бушотине Ленчна ИГ-1. У годинама које су уследиле, Лублинско лежиште описао је тим на челу са маг. инж. Ј. Порзицким. У јануару 1975. Вијеће министара донијело је Резолуцију бр. 15/75, којом је дао одобрење за изградњу пилот рудника, Копалнија Пилотског рударства ЛЗВ у Богданки (пољ. Kopalnia Pilotująco-Wydobywcza LZW w Bogdance), а по правилнику бр. 4, министар за рударство и енергију је основао државно предузеће, Рудници Лублинског базена за угаљ у изградњи (пољ. Kopalnie Lubelskiego Zagłębia Węglowego w Budowie). 

### Варшавска берза
Дана 25. јуна 2009. године акцијама компаније је почело да се тргује на Варшавској берзи. Емисија акција је донело 528 милиона злота државној благајни. Следећа фаза приватизације догодила се 9. марта 2010. Тог дана Министарство државне благајне продало је на берзи 46,7% удела у предузећу за више од 1,1 милијарди злота, а свака акција је коштала 70,50 злота. Након ове трансакције, Државна благајна је задржала 4,97% удјела у руднику. У наредним годинама, Државна благајна смањила је своје учешће у основном капиталу компаније угља БОГДАНКА СА 
Структура акционара Рудник угља Богданка на крају првог полугодишта 2015. приказана је у следећој табели: 
| Акционар             | Учешће у основном капиталу (%) |
| -------------------- | ------------------------------ |
| ОФЕ Авива БЗ ВБК     | 15,1631                        |
| ОФЕ ПЗУ Зłота Јесиен | 9,7619                         |
| ИНГ ОФЕ              | 9,6313                         |
| Други                | 65,4437                        |

У првом кварталу 2015. године тржишна ситуација рудника се погоршала. Продаја угља је пала за 12,5 процената, његова екстракција за 11 посто, а нето профит - за 47,8 посто, што је резултирало најавом планова за смањење радних мјеста и улагања. 
Крајем 2015. године, електропривреда Енеа С.А. (са седиштем у Познању ) обавестила је Рудник угља Богданка С.А. да се споразум између компанија Енерге и Рудника Богданка (добављач) неће продужавати. То је резултирало падом продаје од око 40%. Касније исте године акционари компаније Рудник угља Богданка С.А. добили су позив од Енеа да прода своје акције. Одбор директора разматрао је могућност спашавања компаније од непријатељског преузимања. Разлог је био забринутост запослених за своју будућност и будући квалитет испоруке под новом управом Енеа. Трошак операције за купца процењен је на око 1,48 злота (380 милиона долара). Рудник угља Богданка сматран је најбезбеднијим, најмодернијим и најпрофитабилнијим у Пољској. Постављао је највише стандарде за Пољску у области заштите животне средине и корпоративне одговорности. 
Од јуна 2016. представници нових управних одбора „ЛВ Богданка / Рудника угља Богданка“ и „Енеа Групе“ најавили су смањење спонзорства локалном фудбалском клубу Горњик Ленчна (преведено на Рудар Ленчна ). Клуб су основали рудари и остали радници рудника Богданка 1979. године у Ленчни, месту најближем Богданки. Према новом уговору за целу 2016. годину, субвенције за спортски клуб су биле ниже за око 20%. За поређење, субвенција за претходну годину (2015) вредела је око 5,2 милиона злота (1,35 мил. долара) и представљала је до половине годишњег буџета клуба.
Упркос чињеници да се Горњик Ленчна успешно такмичи у пољској екстра фудбалској лиги, играјући са много већим или богатијим тимовима, ова промена је натерала клуб из Ленчна да потражи финансијски спас у Лублин Арени у Лублину. Повећавање величине стадиона, премештањем према градском језгру, је разочаравало бројне присталице клуба из Ленчне, углавном међу рударима Рудника угља Богданка.
Енеа Група и Рудник угља Богданка још увек се баве спонзорисањем клуба „Рудар Ленчна“ - чиме ова предузећа показују своју корпоративну друштвену одговорност. 

## Богданка данас

### Локација
Рудник угља Богданка С.А. једини је рудник угља на Лублинском угљенокопу. Рудник Богданка налази се у централном подручју, који лежи на североистоку Лублинског угљенокопа и представља његово најбоље истражено подручје. Географски гледано, централно подручје угљенокопа је део Лублинске висоравни. У административном погледу, Рудник Богданка налази се у Лублинском војводству, у селу Пухачов.

### Депозит
Резерве угља које се могу издвојити су око 243 милиона тона. Дубина копања креће се од 860 до 1.100 м. Површина дозволе за руднике износи 73,3 km². 

### Опис
Рудник угља Богданка С.А. један је од водећих произвођача угља у Пољској, који се истиче у индустрији у погледу финансијских перформанси, продуктивности и инвестиционих планова за приступ новим налазиштима. Угаљ који компанија продаје углавном се користи за производњу електричне енергије, топлоте и цемента. Купци компаније су углавном индустријске компаније, посебно субјекти који послују у електропривреди, а налазе се на истоку и североистоку Пољске. 

### Производња
Од 2014. године, ЛВ Богданка је запошљавала око 4.930 људи. Дневна екстракција износи око 37 000 тона. 
|      | Производња ('000 тона) |
| ---- | ---------------------- |
| 2007 | 5 121                  |
| 2008 | 5 576                  |
| 2009 | 5 300                  |
| 2010 | 5 800                  |
| 2011 | 5 838                  |
| 2012 | 7 785                  |
| 2013 | 8 345                  |
| 2014 | 9 191                  |